# Böyük Qəcər
Böyük Qəcər är en ort i Azerbajdzjan.   Den ligger i distriktet Bərdə Rayonu, i den centrala delen av landet, 230 km väster om huvudstaden Baku. Böyük Qəcər ligger 60 meter över havet och antalet invånare är 337.
Terrängen runt Böyük Qəcər är platt, och sluttar brant österut. Runt Böyük Qəcər är det ganska tätbefolkat, med 129 invånare per kvadratkilometer.. Närmaste större samhälle är Barda, 8,1 km norr om Böyük Qəcər.
Trakten runt Böyük Qəcər består till största delen av jordbruksmark.